# 東京女子体育短期大学
東京女子体育短期大学（とうきょうじょしたいいくたんきだいがく、英語: Tokyo Women’s Junior College of Physical Education）は、東京都国立市富士見台4-30-1に本部を置く日本の私立大学。1902年創立、1950年大学設置。大学の略称は東女体短。

## 概観

### 大学全体
- 東京都国立市に所在する日本の私立短期大学で、設置主体は学校法人藤村学園[1]。
- 国内で最初に認可された短期大学149校[注 2]の1校として、1950年に1学科体制で開学した[2]。
- 後に学科の増設により2学科体制をとるも、2024年度入学生より1学科体制となる[注 3]。

### 建学の精神（校訓・理念・学是）
- 東京女子体育短期大学における建学の精神は「体育による健やかな体、音楽による豊かな情操を両翼とする体育指導者の育成」となっている。

### 教育および研究
- 東京女子体育短期大学における教育
  - 保健体育学科：体育をベースとした学科で、｢ダンス｣・｢水泳｣・｢バレーボール｣・｢水泳｣・｢スキー｣などの実技科目のほか｢体育原理｣・｢学校保健｣などの理論科目も学ぶ。
  - 児童教育学科：児童教育のエキスパートを育てる学科で、｢特別活動の研究｣や｢小学校教育実習｣など小学校教員になるための科目が必修となっている。また、｢幼児教育国際比較｣ではオーストラリアでの研修も行われている。

### 学風および特色
- 東京女子体育短期大学は体育を通して幼児・児童教育が学べるところに特色がある。
- 短大卒業後、系列の大学に編入学する学生が少なからずいる。

## 沿革
- 1902年
  - 5月 東京女子体操学校が創設される[3]。
  - 12月 東京女子体操音楽学校に改組。
- 1944年
  - 東京女子体育専門学校に改組。
- 1949年
  - 10月 文部省[注釈 1]に短期大学[注 4]の設置認可に関する申請を行う[注 5]。なお、学科・専攻は以下の通りとなっている[注 6]。
    - 保健体育学科 入学定員50名
- 1950年
  - 3月14日 左記を以て短期大学の設置が文部省[注釈 1]より認可される[注 7]。
  - 4月1日 左記を以て東京女子体育短期大学が以下の学科体制にて開学する[注 8]。
    - 保健体育学科 入学定員50名→40名
- 1951年
  - 3月31日 学校法人が成立する[15]。
- 1954年
  - 5月1日 学生数[16]/定員
    - 保健体育科 187[注釈 2]/80
- 1968年
  - 4月1日 この年度における出来事を以下、列挙する[注 9]
    - 以下の学科を増設する
      - 幼児教育科 入学定員50名[注 10]

    - 保健体育科の入学定員を40→100に増員[注 11]。

  - 5月1日 学生数[22]/定員
    - 保健体育科 658[注釈 2]/140
    - 幼児教育科 86[注釈 2]/50
- 1970年
  - 5月1日 学生数[23]/定員
    - 保健体育科 541[注釈 2]/200
    - 幼児教育科 243[注釈 2]/100
- 1973年
  - 4月1日 この年度の入学生より幼児教育科を児童教育科[注 12]に改組される[注 13]。
  - 5月1日 学生数[29]/定員
    - 保健体育科 313[注釈 2]/200
    - 児童教育科 218[注釈 2]/50
      - 幼児教育科 160[注釈 2]/50
- 1975年
  - 5月1日 学生数[30]/定員
    - 保健体育科 381[注釈 2]/200
    - 児童教育科 720[注釈 2]/100
- 1976年
  - 4月1日 以下、学科名の改称並びに入学定員の増員あり[31]。
    - 保健体育科→保健体育学科
    - 児童教育科→児童教育学科;入学定員を50→150に増員[注 14]。

  - 5月1日 学生数[34]/定員
    - 保健体育学科 500[注釈 2]/200
    - 児童教育学科 870[注釈 2]/200
- 1977年
  - 5月1日 学生数[35]/定員
    - 保健体育学科 542[注釈 2]/200
    - 児童教育学科 864[注釈 2]/300
- 1985年
  - 5月1日 学生数[36]/定員
    - 保健体育学科 372[注釈 2]/200
    - 児童教育学科 558[注釈 2]/300
- 1986年
  - 4月1日 保健体育学科の入学定員を100→200に増員[注 15]。
- 1986年
  - 5月1日 学生数[41]/定員
    - 保健体育学科 465[注釈 2]/300
    - 児童教育学科 545[注釈 2]/300
- 1987年
  - 5月1日 学生数[42]/定員
    - 保健体育学科 566[注釈 2]/400
    - 児童教育学科 541[注釈 2]/300
- 1992年
  - 5月1日 学生数[注 16]/定員
    - 保健体育学科 570[注釈 2]/400
    - 児童教育学科 521[注釈 2]/300
- 1999年
  - 5月1日 学生数[45]/定員
    - 保健体育学科 458[注釈 2]/400
    - 児童教育学科 378[注釈 2]/300
- 2000年
  - 4月1日 保健体育学科の入学定員を200→100に減員[注 17]。
- 2009年
  - 4月1日 児童教育学科の入学定員を150→80に減員[50]。
- 2012年
  - 4月1日 保健体育学科の入学定員を100→80に減員[51]。
- 2018年
  - 4月1日 各学科の入学定員減を以下の通り行う[52]
    - 保健体育学科 80→50
    - 児童教育学科 80→110
- 2021年
  - 4月1日 各学科の入学定員減を以下の通り行う[53]。
    - 保健体育学科 50→40
    - 児童教育学科 110→100
- 2022年
  - 4月1日 児童教育学科の入学定員を100→80に減員[54]。
- 2023年
  - 4月1日 児童教育学科をこどもスポーツ教育学科に名称変更。ほか以下の学科については、この年度で学生募集を最終とする[注 18]。
    - 保健体育学科

## 基礎データ

### 所在地
- 東京都国立市富士見台4-30-1

### 交通アクセス
- JR南武線西国立駅または矢川駅下車徒歩8分
- JR中央線国立駅より立川バス立川駅南口（ふれあい相互病院）行き「富士見台四丁目」下車徒歩3分またはタクシー（1000円程度）

### 象徴
- 東京女子体育短期大学のカレッジマークは藤をイメージしている[注 19]

## 教育および研究

### 組織

#### 学科
- 保健体育学科 入学定員40名[注 20]
- こどもスポーツ教育学科 入学定員80名[1]

##### 取得資格について
- 中学校教諭2種免許状（保健体育）が保健体育学科にて取得できる。
- 小学校教諭2種免許状・幼稚園教諭2種免許状が児童教育学科にて取得できる。
- 当初は保健体育科に高等学校教諭免許状（保健体育）も併設されていた[58]

## 学生生活

### 部活動・クラブ活動・サークル活動
- 東京女子体育短期大学のクラブ活動
  - 体育系：体操・バレーボール・バスケットボール・陸上競技・ハンドボール・ソフトボール・新体操・カヌー・卓球・テニス・水泳・バドミントン・スケート・スキー・フェンシング・剣道・トランポリン・サッカー・ラクロス・野球・アイスホッケー・水泳・トライアスロン・ワンダーフォーゲル・合気道・ダイビング・ダンス・ライフセービング・スノーボード・空手・ストリートダンスなど体育系のクラブが多いのが特徴で、四大と合同で活動している。
  - 文化系：美術・写真・手話・ボランティアなどがある。

### 学園祭
- 東京女子体育短期大学の学園祭は「藤園祭」と呼ばれ毎年、11月に行われる。

## 大学関係者と組織

### 大学関係者組織
- 東京女子体育短期大学には「藤栄会」と呼ばれる同窓会組織がある。東京のほか群馬・秋田・石川・大阪・大分などにそれぞれ支部がある。

### 大学関係者一覧

#### 大学関係者
- 佐々木吉郎
- 森悌次郎
- 鈴木清
- 高島稔

#### 出身者
- 山﨑浩子
- 藤井かすみ
- 遊魚静
- 武富茂子
- 犬塚賀子（元女優）

## 施設

### キャンパス
- キャンパス内には、1号館・2号館・4号館・5号館・6号館・7号館・9号館、藤村総合教育センターがある。6号館には学生食堂ほか宿泊施設の機能を有している。

### 寮
- 東京女子体育短期大学には、大学と同様「ふじ寮」と呼ばれる学生寮がある。

## 対外関係

### 他大学との協定
- 北コロラド大学

### 系列校
- 東京女子体育大学

## 社会との関わり
- 公開講座が行われている。